# Evandro Roncatto
Evandro Roncatto (Campinas, 24 de Maio de 1986) é um ex-futebolista brasileiro que atuava como centroavante.

## Carreira
Em 2003, fez quatro gols na conquista do Brasil no Mundial sub-17 daquele ano, sendo o artilheiro da seleção ao lado de Abuda. Também foi eleito o segundo melhor jogador da competição, atrás apenas do espanhol Fábregas.
Promovido pelo Guarani em 2003, Roncatto não conseguiu se destaca e fez parte do elenco rebaixado no Brasileirão de 2004. No final de 2005, o jogador deixou o clube, onde fez oito gols em 56 jogos.
Em 2006, teve passagens por três clubes: Santo André, Náutico e Paysandu. Coma camisa do Ramalhão, foram apenas duas partidas, sendo duas derrotas.
Após uma rápida passagem pelo Ipatinga, em 2007, onde fez cinco jogos pela Copa do Brasil e marcou somente um gol, se transferiu para o Clube de Futebol Os Belenenses, onde ficou até 2009, quando foi dispensado.
Ficou sem contrato e se transferiu ao Paços Ferreira, também de Portugal, onde foi discreto novamente e fez apenas sete partidas (exatos 251 minutos) e nenhum gol marcado.
No início da época 2009/2010 foi contratado pelo Ermis Aradippou.
Foi campeão da segunda divisão grega pelo Niki Volos em 2013/14 e da terceira divisão portuguesa pelo Casa Pia em 2018/2019.
Em fevereiro de 2016, acertou com o Rio Branco/SP.

## Títulos
Niki Volos
- Football League: 2013-14[8]

Casa Pia
- Campeonato de Portugal: 2018/2019[9]

Seleção Brasileira
- Campeonato Mundial Sub-17: 2003